# ماشین‌کاری
ماشین‌کاری (به انگلیسی: Machining) فرایند ساخت و تولید قطعات به روش حذف مواد ناخواسته به شکل براده (Chip) می‌باشد.

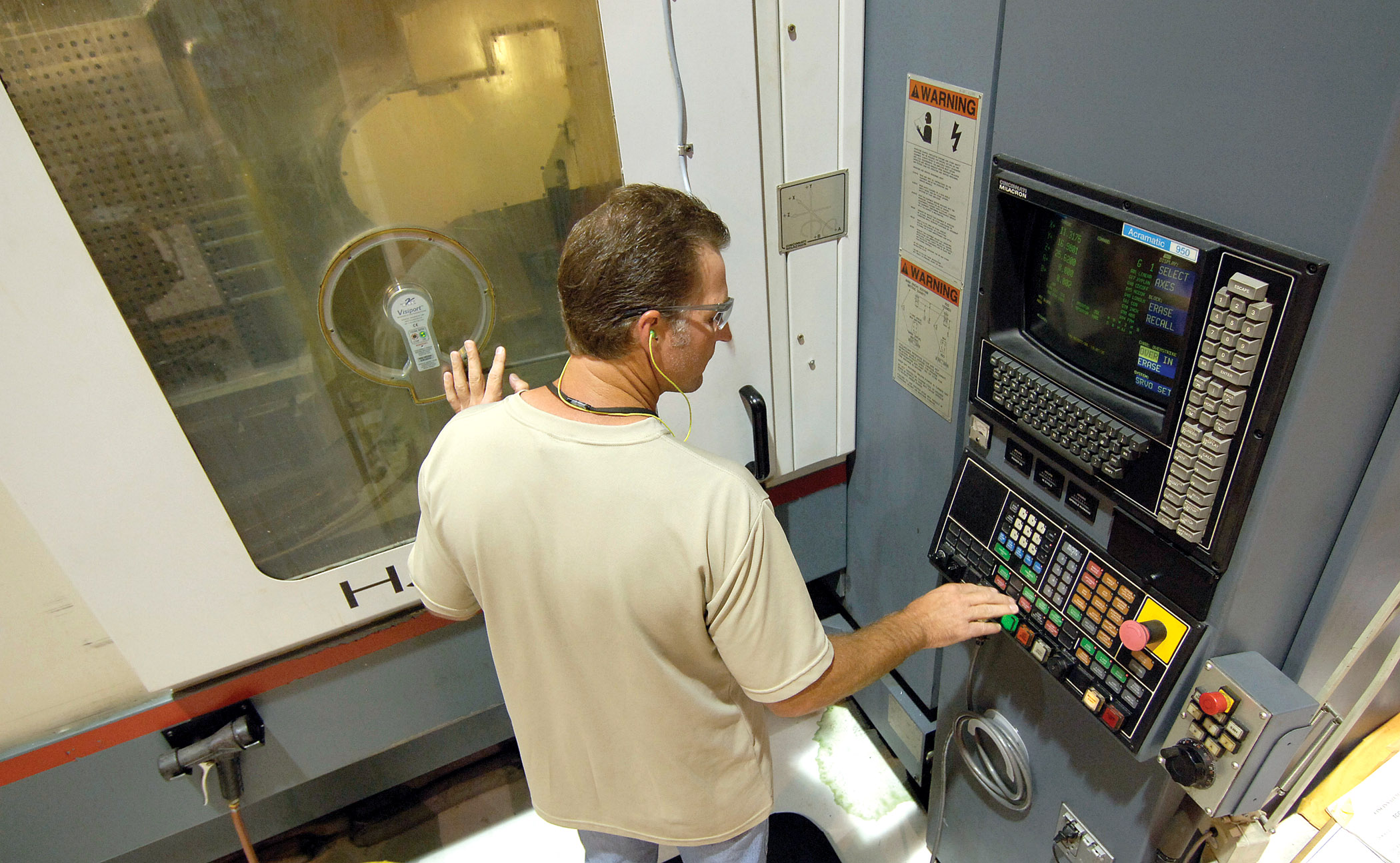
ماشینکاری یکی از قطعات هواپیمای B-1 توسط یک دستگاه فرز کنترل عددی.

مقدار قشری که از قطعه اولیه برداشته می‌شود تا قطعه صیقلی و نهایی ایجاد گردد، اصطلاحاً تراش خور نامیده می‌شود. در ماشین‌کاری قطعات بر حسب نوع کار از ماشینهای تراش، فرز، مته صفحه‌تراش، کله‌زنی، سنگ‌زنی، تیزکاری و سوراخ‌کن استفاده می‌شود که معمولاً این قطعات خود محصول فرآیندهای ریخته‌گری، آهنگری، نورد و غیره می‌باشند.
ماشینکاری تخلیه الکتریکی فرایند نسبتاً جدیدی است که به میزان وسیعی بکار گرفته می‌شود. این روش برای ماشین‌کاری اشکال پیچیده و بریدن مقاطع نازک از نیمه‌رساناها و آلیاژهای وسایل فضایی بکار می‌روند.
امروزه به دلیل فراگیر شدن پرینترهای سه بعدی دو اصطلاح نیز فراگیر شده‌است: فرایندهایی که توسط تعریف ماشینکاری از یک قطعه خام مواد ناخواسته را جدا می‌کنند فرایندهای تولید کاهشی (subtractive manufacturing) و فرایندهای تولید توسط پرینترهای سه بعدی فرایندهای تولید افزودنی (additive manufacturing) نامیده می‌شوند.

## تاریخچه و اصطلاحات

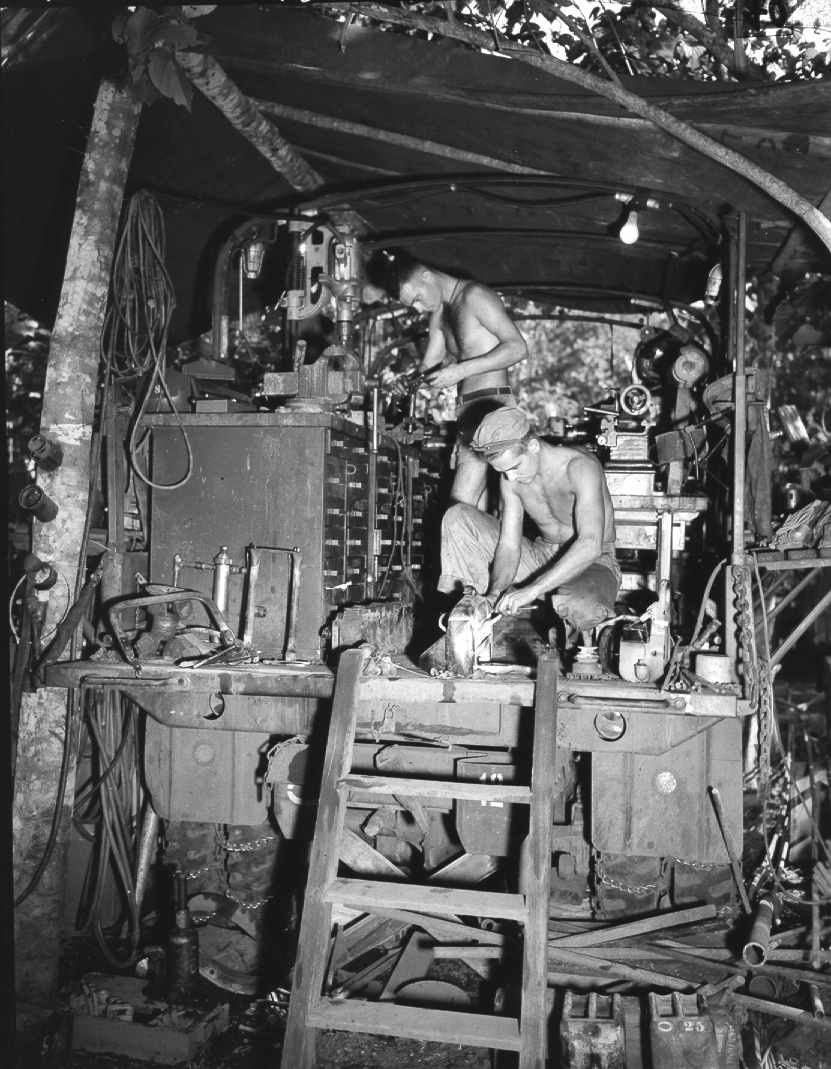
یک کارگاه ماشینکاری سیار در ارتش آمریکا سال ۱۹۴۳.

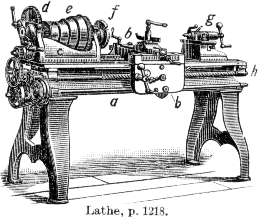
عکسی از یک ماشین تراش که نشان می‌دهد از سال ۱۹۱۱ به همین شکل بوده و قطعاتی همچون اسپیندل، مرغک، چهارنظام و… تشکیل شده‌است

معنای دقیق اصطلاح ماشین کاری با پیشرفت فناوری در طی یک قرن و نیم گذشته تکامل یافته‌است. در قرن ۱۸ ام، کلمه "ماشینکار" به معنای شخصی بود که ماشین‌ها را می‌ساخت یا تعمیر می‌کرد. کار این فرد بیشتر با دست و با استفاده از فرآیندی مانند حک کردن روی چوب و فورج و پر کردن دستی فلز انجام می‌گشت. در آن زمان، آسیاب‌سازها و سازندگان انواع جدیدی از موتورها (کم و بیش ماشین‌هایی از هر نوع) مانند جیمز وات یا جان ویلکینسون متناسب با این تعریف بودند. ابزار ماشینکاری و فعل ماشینکاری به معنای امروزی، هنوز وجود نداشت.
در حدود اواسط قرن نوزدهم، کلمات ثانویه‌ای به عنوان مفاهیمی که آنها توصیف کردند، ب گستردگی پیدا کردند؛ بنابراین، در طول عصر ماشین، ماشینکاری به فرآیندهای ماشینکاری «سنتی» مانند تراشکاری، بورینگ، سوراخ‌کاری، فرز، برشکاری، شکل‌دهی و … اشاره شده‌است.
در این فرآیندهای ماشینکاری «سنتی» یا «معمولی» از ابزارهای ماشینکاری مانند ماشین‌های تراشکاری، فرزها، ماشین‌های مته و غیره استفاده می‌شود و برای جدا کردن مواد، برای دستیابی به هندسه مورد نظر، از ابزارهای تیز برشی استفاده می‌شود.
از زمان ظهور فن آوری‌های جدید در دوره پس از جنگ جهانی دوم، مانند ماشینکاری تخلیه الکتریکی، ماشینکاری الکتروشیمیایی، ماشینکاری پرتو الکترونی، ماشینکاری فتوشیمیایی و ماشینکاری التراسونیک، دگرگونی ویژه‌ای در تولید رخ داد. امروزه اصطلاح «ماشینکاری» بدون ویژگی خاص معمولاً حاکی از فرآیندهای ماشینکاری سنتی است.
در دهه بین ۲۰۰۰ تا ۲۰۱۰، عنوان تولید افزودنی (AM) فراتر از زمینه‌های آزمایشگاهی اولیه و نمونه سازی سریع آن، تکامل یافت و در همه مراحل ساخت متداول شد.

## فرآیندهای ماشینکاری
فرایند ماشینکاری پیچیده‌است، چرا که متغیرهای ورودی زیادی در آن وجود دارد. به صورت کلی ۷ روش اصلی برای براده برداری وجود دارد: تراشکاری، فرزکاری، سوراخکاری (دریل کاری)، اره کشی، خانکشی، صفحه تراشی، سنگ زنی.
- عملیات تراشکاری عملیاتی است که قطعه کار می‌چرخد و ابزار تراش شروع به براده‌برداری می‌کند. دستگاه تراش ابزار اصلی ماشینی مورد استفاده در تراشکاری است.
- عملیات فرزکاری عملیاتی است که در آن ابزار برش می‌چرخد و قطعه کار ثابت است. چرخش ابزار باعث براده‌برداری می‌شود. دستگاه‌های فرز ابزار اصلی مورد استفاده در فرزکاری است.
- عملیات سوراخ‌کاری عملیاتی است که در آن سوراخ‌ها با آوردن پایین یک ابزار با لبه‌های برشی، و تماس با قطعه کار تولید یا اصلاح می‌شوند. عملیات سوراخ‌کاری عمدتاً در دستگاه دریل ستونی انجام می‌شود اما بعضی اوقات در ماشین‌تراشکاری یا دستگاه فرز نیز انجام می‌شود.
- عملیات متفرقه عملیاتی است که به‌طور واضح ممکن است عملیات ماشینکاری نباشد زیرا ممکن است عملیات تولید براده نداشته باشد اما این عملیات با یک ابزار معمولی انجام می‌شود. برنیش نمونه ای از یک عمل متفاوت است. برنیش هیچ براده‌ای ندارد اما می‌تواند در ماشین تراش، دستگاه فرز یا دریل ستونی انجام شود.

قطعه کار ناتمام که به ماشینکاری نیاز دارد، برای ایجاد یک محصول نهایی نیاز به برش مواد (براده‌برداری) دارد. یک محصول نهایی یک قطعه کار است که مشخصات فنی‌ای را که توسط نقشه‌های مهندسی یا طرح‌های ارائه شده برای آن قطعه به‌دست آمده، مطابقت دارد. به عنوان مثال، ممکن است قطعه کار نیاز به قطر بیرونی خاصی داشته باشد. دستگاه تراش است که با چرخاندن یک قطعه فلزی می‌تواند آن قطر خاص را ایجاد کند، به گونه‌ای که یک ابزار برشی بتواند از فلز براده برداری کند و یک سطح صاف و هموار ایجاد کند که مطابق قطر و سطح‌نهایی مورد نیاز باشد. برای سوراخ کردن فلز به شکل سوراخ استوانه‌ای می‌توان از مته استفاده کرد. ابزارهای دیگری که ممکن است برای انواع مختلف برداشت فلزات مورد استفاده قرار گیرد ماشین‌های فرز، اره و دستگاه سنگ‌زنی هستند. بسیاری از همین تکنیک‌ها در نجاری نیز استفاده می‌شوند.
جدیدترین، تکنیک‌های پیشرفته ماشینکاری شامل ماشینکاری دقیق CNC، ماشینکاری تخلیه الکتریکی (EDM)، سایش الکترو شیمیایی، برش لیزری فایبر یا برش جت آب برای شکل‌دهی به قطعات فلزی است.
ماشینکاری برای رعایت مشخصات مندرج در نقشه‌های مهندسی به جزئیات زیادی نیاز دارد. در کنار مشکلات بارز مربوط به ابعاد صحیح، مشکل دستیابی به همواری یا صافی سطح مطلوب روی قطعه کار وجود دارد. سطح‌نهایی یافت شده در سطح ماشین کاری شده یک قطعه کار ممکن است در اثر بستن نادرست، یک ابزار کند یا قرارگیری نامناسب یک ابزار ایجاد شود.

## مروری بر فناوری ماشینکاری

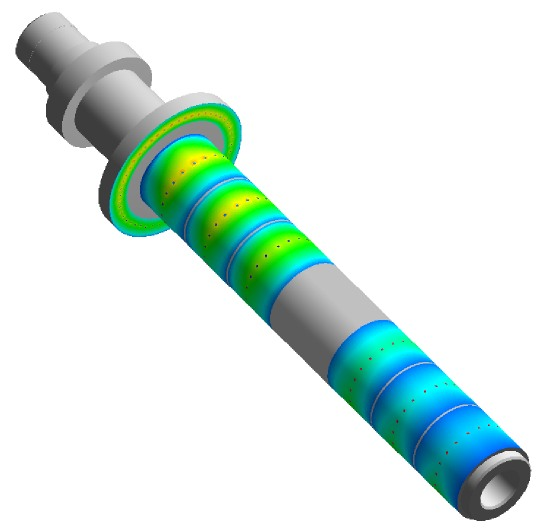
شبیه‌سازی FEM از منحنی فشار در شکاف بلبرینگ یک اسپیندل حفاری با فرکانس بالا

ماشین کاری فرآیندی است که در آن از یک ابزار برش برای جدا کردن براده‌های کوچک مواد از قطعه کار استفاده می‌شود. برای انجام عملیات، حرکت نسبی بین ابزار و قطعه‌کار لازم است. این حرکت نسبی در بیشتر عملیات ماشینکاری با استفاده از یک حرکت اولیه به نام «سرعت برش» و یک حرکت ثانویه به نام «پیشروی» به‌دست می‌آید. شکل ابزار و نفوذ آن به سطح کار، همراه با این حرکات، شکل مورد نظر سطح کار را تولید می‌کند.

### عملیات ماشینکاری
انواع عملیات ماشینکاری وجود دارد که هر یک از آن‌ها قادر به ایجاد هندسه و بافت سطحی خاصی برای قطعه هستند.

#### تراشکاری
در تراشکاری، از یک ابزار برشی با لبه برشی تک برای براده‌برداری از قطعه چرخان استفاده می‌شود تا یک شکل استوانه‌ای تولید کند. حرکت اولیه با چرخاندن قطعه کار تأمین می‌شود و پیشروی با حرکت ابزار برشی به آرامی در جهت موازی با محور چرخش قطعه کار حاصل می‌گردد.

#### سوراخ‌کاری
سوراخ‌کاری برای ایجاد سوراخ گرد استفاده می‌شود. این کار با یک ابزار چرخشی انجام می‌شود که به‌طور معمول دارای دو یا چهار لبه برش به شکل مارپیچ است. ابزار در جهت موازی با محور چرخش آن به قطعه کار فزو می‌رود تا سوراخ گرد ایجاد شود.

#### بورینگ
در بورینگ، ابزاری با یک نوک خمیده تک به داخل سوراخ تقریباً ساخته شده در یک قطعه کار در حال چرخش وارد می‌شود تا کمی سوراخ را بزرگتر کند و دقت آن را بهبود ببخش. این یک عمل پرداخت سطحی ظریف است که در مراحل نهایی تولید محصول استفاده می‌شود.

#### برقوکاری
برقوکاری یکی از عملیات اندازه‌زنی است که مقدار کمی فلز را از سوراخی که قبلاً ایجاد شده‌است، خارج می‌کند.

#### فرزکاری
در فرزکاری، یک ابزار چرخشی با لبه‌های برش چندگانه که با به آرامی حرکت کردن نسبت به ماده اولیه برای تولید سطوح صاف و هموار کار می‌کند. جهت حرکت پیشروی عمود بر محور چرخش ابزار است. . دو شکل اصلی فرز:
- فرزهای افقی(Peripheral Milling)
- فرز عمودی(Face Milling)

## ابزار برش

شماتیک برش فلز توسط تیغچه.

ابزار برش دارای یک یا چند لبه برشی تیز است و از ماده‌ای ساخته شده‌است که سخت‌تر از ماده قطعه‌کار است. لبه برشی کار جدا کردن براده از قطعه کار مادر را بر عهده دارد. دو سطح ابزار به لبه برش متصل شده‌است:
- سطح در تماس با براده (Rake Face)
- سطح بدون تماس با براده (Flank)

سطح در تماس با براده که جریان براده تازه شکل گرفته را هدایت می‌کند با زاویه خاصی جهت‌گیری می‌شود، زاویه رِیک "α" نامیده می‌شود. این نسبت به صفحه عمود بر سطح کار اندازه‌گیری می‌شود. زاویه رِیک می‌تواند مثبت یا منفی باشد. سطح بدون تماس با برداه ابزار، بین ابزار و سطح کار تازه شکل گرفته فاصله ایجاد می‌کند و بدین ترتیب سطح را از ساییدگی محافظت می‌کند. این زاویه بین سطح کار و سطح پهلو، زاویه آزاد نامیده می‌شود. دو ابزار اساسی برش وجود دارد:
- ابزار تک نقطه ای
- ابزار برش چند لبه

ابزار تک نقطه ای دارای یک لبه برش است و برای تراشکاری، بورینگ و صفحه‌تراشی استفاده می‌شود. در حین ماشین کاری، نوک ابزار در زیر سطح قطعه‌کار نفوذ می‌کند. نوک گاهی به شعاع خاصی گرد می‌شود که شعاع دماغه ابزار نامیده می‌شود.

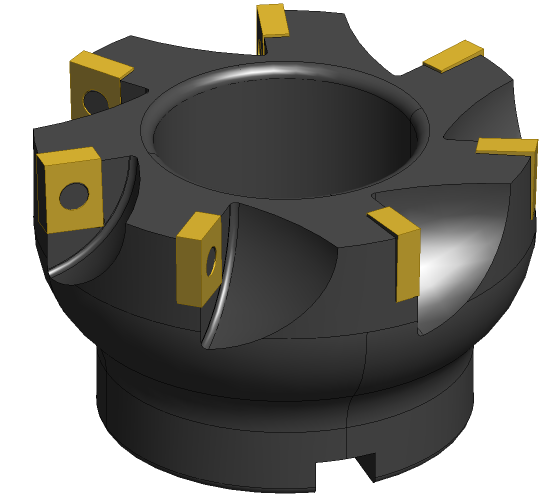
یک کاتر فرزکاری به همراه اینسرت‌های قابل تعویض.

ابزارهای برش چندگانه بیش از یک لبه برش دارند و معمولاً با حرکت چرخشی به قطعه کار برخورد می‌کنند. سوراخ‌کاری و فرزکاری از ابزارهای چرخشی چند لبه استفاده می‌کنند. اگرچه اَشکال این ابزارها با ابزار تک نقطه‌ای متفاوت است، اما بسیاری از عناصر هندسه ابزار مشابه هستند.

### جنس ابزارهای برشکاری
انجام برشکاری موفق یک ماده بستگی به انتخاب صحیح جنس ابزار برش دهنده دارد. محدوده وسیعی از ابزارهای برش با جنس‌ها و قیمت‌های مختلف وجود دارد. برخی از آنها عبارتند از: فولادهای پرکربن و فولادهای آلیاژی کم-کربن یا کربن-متوسط، فولادهای تندبر، آلیاژهای ریختگی کبالت، کاربیدهای سمانته، کاربیدهای ریختگی، کاربیدهای پوشش دار، فولاد تندبر پوشش دار، سرامیک‌ها، سِرمِتها (ترکیبی از سرامیک و فلز)، سرامیک‌های ویسکر-رِینفورس (whisker-reinforced ceramics)، سیلون‌ها، بور نیترید مکعبی چندبلوری تف جوشی شده (CBN)، الماس چندبلوری مصنوعی، و الماس طبیعی تک-بلوری.
امروزه، تقریباً ۸۵٪ از ابزارهای کاربیدی، توسط فرایند انباشت بخار شیمیایی (CVD) پوشش داده می‌شوند.

## روش‌های نوین ماشین‌کاری[۶]

### ماشین‌کاری تخلیه الکتریکی
- ماشین‌کاری تخلیه الکتریکی (به انگلیسی: Electrical discharge machining) به صورت مخفف (EDM) یا اسپارک فرایند براده‌برداری است که در آن از یک منبع ژنراتور برای تولید جرقه با ولتاژ پایین وامپر بالا به‌منظور براده‌برداری استفاده می‌شود. فرایند برش‌کاری به‌وسیله جرقه‌های متناوب و کنترل شده‌ای است که۹ بین الکترود یعنی سیم و قطعه کار زده می‌شود. در این روش برای براده برداری هیچ‌گونه تماس مستقیمی بین قطعه کار و الکترود بر قرار نمی‌شود. همچنین ماشین‌کاری تخلیه الکتریکی فرایند براده برداری است که در آن از یک منبع ترموالکتریکی به‌منظور براده برداری استفاده می‌شود.
- ماشین کاری با جت آبی
- واترجت یا جت آب یک اصطلاح عمومی برای بیان تجهیزاتی است که از یک جریان فشار بالای آب برای اهداف برشکاری و تمیزکاری بهره گرفته‌است. جت ساینده زیر شاخه‌ای از جت آب است که از مواد ساینده برای تسریع امر برش استفاده می‌کند. جت آب خالص یا جت آب-تن‌ها اصطلاحاتی هستند که برای بیان جت آبی است که در آن از مواد ساینده استفاده نشده‌است.

### ماشین‌کاری شیمیایی
ماشین‌کاری شیمیایی (به انگلیسی: chemical machining) به صورت مخفف (CHM) یکی از فرایندهای ماشین‌کاری غیر سنتی شناخته شده‌است. شاید این نوع ماشین‌کاری قدیمی‌ترین نوع ماشین‌کاری غیر سنتی باشد که نام دیگر آن حکاکی شیمیایی یا chemical etching می‌باشد. مکانیزم برداشتن فلز، واکنش شیمیایی بین قطعه و واکنشگر است. ماشین‌کاری شیمیایی یک فرایند انحلال شیمیایی کنترل شده (CD) ماده قطعه کار از طریق تماس با یک معرف شیمیایی اسیدی یا قلیایی قوی است. پوشش خاصی به نام maskants، از مناطقی از فلز که ماشینکاری نمی‌شوند محافظت می‌کند. (پوشش خاص به نام maskants از مناطقی از فلز که حذف نمی‌شود محافظت می‌کند). امروزه این روش بیشتر در تولید حفره‌های کم عمق در قطعات مختلف مستقل از سختی آن‌ها به کار می‌رود علاوه بر این، روش‌های ماشینکاری به‌طور گسترده‌ای به تولید میکرو اجزای سازنده برای کاربردهای مختلف صنعتی از قبیل سیستم‌های میکروالکترومکانیکی (MEMS) و صنایع نیمه هادی تا قطعات بسیار بزرگ تا طول ۱۵ متر استفاده می‌شود. ماشین‌کاری شیمیایی مشتمل بر دو دسته اصلی فرز کاری شیمیایی (chemical milling) و ماشین‌کاری فتو شیمیایی Photo) chemical machining – PCM) عوامل متعددی به رواج فرایندهای ماشین‌کاری شیمیایی کمک می‌کند که به شرح زیر است:
- الف. فرایند ماشینکاری شیمیایی بالغ و به خوبی تأسیس شده‌است.
- ب. ساده برای پیاده‌سازی است.
- ج. هیچ گام تمیز کردن اضافی مورد نیاز نیست.
- د. فرایند ماشینکاری ارزان تری است.

### ماشین‌کاری الکتروشیمیایی
- ماشین‌کاری الکتروشیمیایی (به انگلیسی: Electrochemical machining) به صورت مخفف (ECM) که گاهی با نام برشکاری کاتدی نیز از آن یاد می‌شود یکی از روش‌های اخیر ماشین کاری، با توانایی بالا برای استفاده می‌باشد. پایه و اساس این فرایند جدید نمی‌باشد اما کاربرد فرایند به عنوان یک ابزار فلزکاری نوین شناخته می‌شود. گسترش وسیع این فرایند را می‌توان در راستای نیاز به ماشین کاری مواد سفت و سخت مانند تیتانیوم، افزایش یافتن هزینه تلاش و کوشش دستی و نیاز به پیکربندی‌های ماشینکاری فراتر از توانایی ماشین کاری مرسوم جستجو کرد. یکی از بارزترین ویژگی‌های این ماشین کاری، ماشین کاری سطح‌های هندسی بسیار پیچیده‌است به‌طوری‌که اثر ابزار بر روی قطعه کار باقی نمی‌ماند به همین دلیل به عنوان فرایند ماشین کاری بدون تماس شناخته شده‌است (هیچ تماسی بین قطعه کار و ابزار وجود ندارد). همین‌طور عمر زیاد ابزار کار باعث محبوبیت این روش شده‌است که می‌توان قطعات متعددی را با یک سری قالب ساخت، ماشین کاری فلزات و آلیاژها بدون توجه به مقاومت و سختی آن‌ها از دیگر ویژگی‌های این روش است. در واقع به دلیل تبدیل انرژی الکتریکی به واکنش شیمیایی است که ماشین کاری الکتروشیمیایی نامیده شده‌است.

### ماشین‌کاری با پرتو الکترونی
- ماشین کاری پرتو الکترونی (به انگلیسی: Electron Beam Machining) به صورت مخفف (EBM) یکی از روش‌های نوین ماشین‌کاری و البته یک فرایند حرارتی محسوب می‌شود که از پرتوهای الکترونی پر انرژی متمرکز شده برای ایجاد چگالی توان بسیار بالا بر روی سطح قطعه کار استفاده می‌کند و بدین وسیله تبخیر یا ذوب آنی ماده قطعه کار را سبب می‌شود. در این روش ماشین کاری از یک ولتاژ بالا که معمولاً تا ۱۲۰ کیلوولت است، برای شتاب دادن به الکترون‌ها با سرعتی در حدود ۵۰ تا ۸۰ درصد سرعت نور استفاده می‌شود. برخورد پرتو الکترونی با قطعه کار تولید پرتو X می‌کند که بسیار خطرناک و مضر است؛ بنابراین حفاظت و پوشش ضروری بوده و می‌بایست از پرسنل با مهارت کافی جهت استفاده از تجهیزات بهره برد. EBM می‌تواند برای مواد رسانا و نارسانا استفاده شود. خواص ماده نظیر چگالی، رسانایی الکتریکی و حرارتی، انعکاس و نقطه ذوب معمولاً عوامل محدودکننده این فرایند محسوب نمی‌شوند. بیشترین کاربرد EBM در صنعت، دریل کاری دقیق سوراخ‌های کوچک از گستره ۰٫۰۵ تا ۱ میلی‌متر است.

### ماشین‌کاری پرتو لیزری
- ماشین‌کاری پرتو لیزری (به انگلیسی: Laser beam machining) به صورت مخفف (LBM) یک روش براده برداری است که نتیجه عمل پرتو متمرکز لیزر بر مواد مورد ماشینکاری است. در این فرایند، با انتقال انرژی فوتونیک به سطح قطعه، انرژی حرارتی آزاد شده و در اثر این حرارت در محل تابش لیزر، مواد به صورت مذاب یا بخار از قطعه جدا می‌شوند. ماشین کاری پرتو لیزر (LBM) یک فرایند تولید غیرمعمول ماشین کاری است. نوعی ماشین کاری که در آن لیزر برای ماشین کاری به سمت قطعه کار هدایت می‌شود. در این فرایند از انرژی حرارتی برای حذف مواد از سطوح فلزی یا غیر فلزی استفاده می‌شود. فرکانس بالای نور تک رنگ بر روی سطح زمین می‌افتد و سپس گرم شدن، ذوب شدن و بخار شدن مواد به دلیل برخورد با فوتون‌ها اتفاق می‌افتد. ماشینکاری پرتو لیزر برای مواد شکننده با هدایت کم مناسب است، اما می‌تواند در بیشتر مواد استفاده شود. مکانیزم سیستم تمرکز لیزر مشابه مکانیزم سیستم جوشکاری لیزری است. ماشینکاری لیزری به سه دسته اصلی ماشین کاری لیزری یک بعدی، ماشینکاری لیزری دو بعدی و ماشینکاری لیزری سه بعدی تقسیم می‌شود. ماشین کاری لیزری یک بعدی در واقع همان سوراخکاری لیزری است، که فقط در امتداد پرتو لیزر، ماشین کاری انجام می‌شود. ماشین کاری دو بعدی شامل برشکاری لیزری، شیار زنی لیزری و علامت زنی لیزری می‌باشد که برشکاری لیزری بیشترین کاربرد را در این بخش دارد. در این روش امکان ایجاد شکل دو بعدی با برش قطعات تخت و مسطح در ضخامت‌های کم وجود دارد. ماشین کاری سه بعدی شامل تراشکاری لیزری، فرزکاری لیزری و حکاکی لیزری است که در این روش معمولاً از دو پرتو متمرکز شده‌استفاده شده و از قطعات براده برداری می‌کنند. پروسه ماشینکاری لیزری با ماشین کاری‌های سنتی بسیار متفاوت است. در ماشینکاری سنتی، اساس براده برداری بر ایجاد تنش‌های مکانیکی از طرف اجزاء برنده بر قطعات است، ولی در ماشینکاری لیزری اساس براده برداری بر تمرکز انرژی حرارتی بر روی قطعه کار است. ماشین کاری لیزری ماشین کاری با پرتو لیزر به صورت گسترده برای سوراخ کاری و برشکاری فلزات، سرامیک‌ها و مواد کامپوزیتی به کار می‌رود. با استفاده از این روش می‌توان سوراخ‌هایی با قطر کمتر از 0.05mm با نسبت نسبت عمق به قطر ۵۰ به ۱ ایجاد کرد. همچنین، برش صفحات فولادی به ضخامت کمتر از 40mm به این روش امکان‌پذیر و مقرون به صرفه است. نوعی ماشین کاری پرتو لیزر را می‌توان بدون ذوب شدن سطح روی شیشه انجام داد. با شیشه حساس به نور، لیزر ساختار شیمیایی شیشه را تغییر می‌دهد و اجازه می‌دهد تا به صورت انتخابی اچ شود. مزیت این شیشه این است که می‌تواند دقیقاً دیواره‌های عمودی تولید کند. امروزه پرتو لیزری راه حل مناسبی برای ماشین کاریهای سخت و پیچیده همانند آلیاژهای مقاوم در برابر دمای بالا، انواع کاربیدها، مواد کامپوزیتی تقویت شده با الیاف و سرامیک‌ها به‌شمار می‌رود. این روش با خواص مواد همانند هدایت گرمایی، ظرفیت گرمایی و دمای ذوب و جوش سر و کار دارد. در این روش، پرتوهای لیزری که پس از برخورد با سطح قطعه کار منعکس نشده بلکه جذب آن می‌شوند باعث تولید گرما می‌شوند. در نتیجه دمای سطح قطعه کار افزایش می‌یابد. این فرایند منجر به ذوب شدن و تبخیر ماده در ناحیه برخورد پرتوها می‌شود. استفاده از پرتو لیزری با شدتی بیش از حد مورد نیاز باعث می‌شود ناحیه پلاسما مانندی در سطح موردنظر از قطعه کار ایجاد شود که خود باعث جذب یا پراکندگی پرتوهای لیزر بعدی شده و در نتیجه بازده را کاهش می‌دهد. بسته به جنس قطعه کار با یک طول موج مشخص، هرچه انعکاس پرتو بیشتر باشد، نرخ برداشت جرم کمتر است و برعکس. با اصلاحاتی که می‌توان بر روی سطح مورد نظر ماشین کاری انجام داد، می‌توان میزان انعکاس پرتو لیزر را کاهش و در نتیجه بازده ماشین کاری را افزایش داد. به دلیل اینکه فلزات ضریب انعکاس و هدایت گرمایی بالایی دارند، بخشی از انرژی لیزری از سطح منعکس و بخشی نیز با مکانیزم انتقال حرارت هدایتی ار محل برخورد لیزر با قطعه کار دور می‌شود. به همین دلیل، ماشین کاری نافلزات با سرعت بیشتری انجام می‌گیرد.

### ماشین‌کاری التراسونیک
- ماشینکاری التراسونیک (به انگلیسی: Ultrasonic machining) به صورت مخفف (USM) یکی از فرایندهای غیر سنتی ماشینکاری مکانیکی می‌باشد این فرایند به منظور ماشینکاری مواد سخت یا شکننده (رسانا و غیر رسانا) که سختی آن‌ها معمولاًبیش از RC 40 است بکار گرفته می‌شود. این روش ماشینکاری از یک ابزار به شکل معین و حرکت مکانیکی با بسامدبالا و یک دوغاب ساینده استفاده می‌کند. در USM برداشت مواد توسط دانه‌های سایندهای صورت می‌گیردکه به وسیله یک ابزار در حال ارتعاش (به صورت عمود بر سطح قطعه کار) به حرکت واداشته شده‌اند. در USM از اصل تغییر طول مغناطیسی استفاده می‌شود. هنگامی که یک جسم فرومغناطیس در یک میدان مغناطیسی متغیر پیوسته قرار داده شد طول آن تغییر می‌کند. Schematic of ultrasonic machining process An ultrasonic drill from 1955 وسیله‌ای که صورت‌های دیگر انرژی را به امواج مافوق صوت تبدیل می‌کند مبدل فراصوتی می‌نامند. مبدل در USM سیگنال الکتریکی با بسامد بالا را به حرکت مکانیکی خطی (یا ارتعاش) با بسامد بالا تبدیل می‌کند این ارتعاشات با بسامد بالا از طریق ابزارگیر به ابزار منتقل می‌شود. برای دست یابی به نرخ برداشت ماده(MRR) بهینه ابزار و ابزار گیربه گونه‌ای طراحی می‌شوند تا بتوان به حالت تشدید دست یافت. تشدید (یا بیشترین دامنه ارتعاش) زمانی صورت می‌گیرد که بسامد ارتعاش با بسامد طبیعی ابزار و ابزارگیر یکی شود. شکل ابزار به صورت معکوس حفره مورد نظر ساخته می‌شود. ابزار در موقعیتی بسیار نزدیک به قطعه قرار گرفته و فاصله میان ابزار مرتعش و سطح قطعه کار توسط دوغاب متشکل از ذرات ساینده بسیار ریز معلق در یک ماده واسطه (معمولاًآب) تشکیل می‌شود. وقتی ابزار در حرکت رو به پایین خود مرتعش می‌شود به ذرات ساینده ضربه وارد می‌کند. این ضربه دانه‌ها را در فاصله میان ابزارو قطعه کار به پیش می‌برد. این ذرات مقداری انرژی جنبشی به دست آورده و با نیرویی بیشتر از نیروی وزن خود بر سطح قطعه کار ضربه می‌زند. این نیرو برای برداشت ماده از سطح قطعه کاری ترد کافی است و باعث ایجاد یک حفره بر روی آن می‌شود. هر حرکت رو به پایین ابزار ذرات زیادی را شتاب می‌دهد و باعث تشکیل هزاران براده کوچک در هر ثانیه می‌شود. به نظرمی‌رسد در صد بسیار کمی (در حدود ۵٪) از ماده نیز توسط پدیده‌ای به نام فرسایش حفره‌ای برداشته می‌شود. برای ثابت باقی ماندن فاصله بسیار کم بین ابزار و قطعه کار معمولاًابزار به سمت قطعه کار پیشروی می‌کند. اگرچه مقدار MRR به دست آمده در USM کم است اما این فرایند قادر به ماشینکاری حفره‌های پیچیده در مواد ترد یا سخت در یک مرحله است. به دلیل عدم وجود تماس مستقیم میان ابزار و قطعه کار USM فرایند مناسبی برای م مواد نازک و شکننده است. همچنین با این روش ماده ترد را بسیار راحت‌تر از مواد نرم می‌توان ماشینکاری نمود. به دلیل عدم وجود ولتاژ بالا مواد شیمیایی و نیروهای مکانیکی و حرارت در این فرایند آن را به عنوان روشی بسیار ایمن و بی‌خطر در نظر می‌گیرند.

### ماشین‌کاری با قوس پلاسما
- ماشین‌کاری قوس پلاسما (به انگلیسی: Plasma arc machining) به صورت مخفف (PAM) فرایندی است که در آن هوای فشرده به عنوان گاز پلاسما بکار می‌رود. وقتی که هوا تحت دمای بالای قوس الکتریکی قرار می‌گیرد به گازهای تشکیل دهنده خود تجزیه می‌شود به علت اینکه اکسیژن در پلاسمای حاصل بسیار فعال است سرعت برش تا حدود ۲۵٪ زیاد می‌شود. یک اشکال این روش این است که معمولاً یک سطح به شدت اکسید شده، به ویژه با فولاد زنگ نزن وآلومینیم به‌دست می‌آید همچنین هوا باید بدون ناخالصی وبا فشار مناسب حفظ شود برای این کار از کمپرسور استفاده می‌شود در این روش به جای تنگستن از الکترودهای هافینم مس استفاده می‌شود زیا تنگستن یا اکسیژن واکنش نشان می‌دهند عمر الکتودها بدون توجه به مواد بکار رفته کوتاه است برای افزایش عمر الکترود از جریان رو به پایین اکسیژن د سوراخ نازلی که نیتروژن به عنوان گاز برشی اصلی از میان آن عبور می‌کند استفاده شده‌است با استفاده از مخلوط گازی ۸۰٪ نیتروژن و ۲۰٪ اکسیژن سرعت برش فولاد نرم تا حدود۲۵٪ زیاد می‌شود. فقط مواد رسانای الکتریکی مثل فولاد زنگ نزن، کرم نیکل، آلومینیم و مس را می‌توان با روش پلاسما هوا ماشینکاری کرد. ماشینکاری با پلاسما هوا برای برش صفحه‌ای از جنس فولاد به ضخامت6.25 mm نصف روش‌های گازدوگانه و تزریق آب هزینه دارد زیرا در این روش هوا به عنوان حامل پلاسما وگاز محافظ استفاده می‌شود. ماشین‌های صنعتی دارای تجهیزات راه اندازی قوس اتوماتیک هستند که سرعت برشی اولیه بالا و قابل اطمینانی را تضمین می‌کند. این سرعت برشی سه تا پنج برابر بیش از سرعت بذش با گاز مرسوم است.